# Нижня Сілезія (гау)
Гау Нижня Сілезія (нім. Gau Niederschlesien) — адміністративно-територіальна одиниця нацистської Німеччини, що існувала з 1941 по 1945 рік на землях прусської провінції Нижня Сілезія. Утворена 27 січня 1941 року після поділу гау Сілезія на гау Верхня Сілезія і гау Нижня Сілезія. Після Другої світової війни більшість колишнього гау увійшла до Польщі, а невеликі частини на крайньому заході потрапили до складу пізнішої Східної Німеччини.

## Історія
Нацистську систему гау було спершу запроваджено на партійній конференції 22 травня 1926 року, щоб покращити адміністрування партійної структури. Починаючи з 1933 року, після захоплення влади нацистами, гау дедалі більше замінювали земельний устрій Німеччини.
На чолі кожного гау стояв гауляйтер, посада якого особливо після початку Другої світової війни набувала все більшої ваги за мінімального втручання згори. Місцеві гауляйтери часто поєднували урядові та партійні посади, відповідаючи зокрема за пропаганду та негласне стеження, а з вересня 1944 року — за фольксштурм і оборону ввіреного йому гау.
У Нижній Сілезії упродовж усієї короткої історії існування там гау посаду гауляйтера займав Карл Ганке. 29 квітня 1945 року Гітлер у своєму політичному заповіті призначив Ганке останнім райхсфюрером СС і начальником німецької поліції замість Генріха Гіммлера. Ганке надто пізно залишив столицю свого гау, довгий час відмовляючись від її капітуляції під час облоги Бреслау. Він утік незадовго до остаточної капітуляції Бреслау 6 травня 1945 року. Потрапивши у полон і зробивши спробу втечі, був убитий чеськими партизанами.
У цьому гау розташовувався концтабір Гросс-Розен. Зі 140 000 його бранців загинули 40 000.